# 香港數碼廣播停播風波
香港數碼廣播停播風波是指自2012年8月3日，由於香港數碼廣播有限公司（DBC）4名股東（黃楚標、李國寶、李國章、黃子欣）以公司帳目不清為由，不願按股東會原訂計畫注資，也不願出售股份或招股。黃楚標在接受《東方日報》訪問時，指出已經投資過億仍然未見成效，又指鄭經翰高薪挖角，大花資金，故決定拒絕注資。
創辦人及台長鄭經翰稱是受到中聯辦打壓，及後鄭經翰表示，他收到消息打壓者乃梁振英而不是中聯辦，並認為是藉此圖令DBC被迫清盤，讓政府收回其廣播牌照。
事件最終以鄭經翰一方向黃楚標賣出股份告終，鄭經翰另設D100網上電台。

## 事態發展

### 財政方面
數碼電台於2011年3月獲發數碼聲音廣播牌照，根據牌照要求，電台要於2012年9月21日正式啟播7條頻道。據行政總裁何國輝於2012年10月21日節目《前因後果》中透露，股東爭議首次影響到電台運作的時候為2012年4月，當時主持及員工的薪酬發放延遲了數天。及至6月，情況急轉直下，以黃楚標為首及3名股東（李國寶、李國章、黃子欣）不願注資，並稱鄭經翰及何國輝管理不善，導致公司帳目不清，隨即聘請會計師到公司核數，甚至帶同影印機到公司影印所有會計部文件，在6至9月期間不斷以律師信與鄭經翰一方爭論，雙方沒有商討餘地。鄭經翰一方亦指黃等人不肯透露買賣股份的條件，圖令公司清盤，事件超乎尋常合理商業行為，鄭指黃楚標是有政治任務，而黃楚標向東方報業表示，他已四出尋找「白武士」注資，但大部分得悉鄭的營運手法後，無一願意「落疊」，若最終沒有新資金，清盤是唯一辦法。據何國輝稱，黃楚標一方要求的數據他們已於9月或之前提交，其餘數據根本並不存在。另外他又稱，台長鄭經翰節目《風波裏的茶杯》於5月啟播，直至兩個月後公司接獲的廣告收入已超過400萬，若再獲注資，公司有望於年半內達致收支平衡。然而，黃楚標於8月1日向公司管理層發出律師信，稱與多名股東已經達成共識，表明股東之間已打算將公司清盤，並要求數碼電台不可再接廣告，以免損害客戶利益。
面對資金缺乏及避免風險而未能盡情接廣告，有聽眾於 phone-in 節目內提議透過小額分類廣告籌集資金。其後，電台推出名為「D100」的分類廣告計畫，讓聽眾以金額$100方式於指定時間內由電台主持或幕後讀出。約一個月後電台停播前夕，計畫獲得金額超過一百萬，用作後期員工薪金及繳交牌費之用。
另外，為籌集資金應付黃楚標一方提出之訴訟而成立的「支持鄭經翰、何國輝訴訟基金」，初由周啟邦律師事務所託管，後另設帳戶並由李卓人議員及朱耀明牧師作信託人。11月中，基金共籌得約550萬，而據鄭經翰指，初步估算款項於2013年1月17日正式開庭審理前，花在會計及律師費上已用得所餘無幾。
12月初，由黃楚標一方聘請之會計師完成所有法證審計，證實數碼電台帳目真確，何國輝形容為還管理層清白，他自知於翌日在報章刊登聲明。

### 預告 9.11 停播
鄭經翰曾在八月表示，數碼廣播會在同年9月11日停播，並已預留1,000萬元作薪金及遣散費。同月31日，鄭經翰於聽眾自發組織的「燭光照公義 廣播護自由 把聲留住燭光晚會」上表示，節目主持及部份員工願減薪一半留任，電台在9月11日後會如常廣播。
而在8月末，電台曾傳出負責繳付員工薪金的股東不肯簽發支票，延遲數天員工才獲發薪金。

### 正式停播
9月11日後數碼電台主持人及員工數目由若百人減至只餘下若40人。2012年10月9日傍晚5時52分左右數碼大聲台節目十級自由Phone直播由「大班」鄭經翰和何國輝宣佈DBC緊急董事會流會，同時宣佈DBC正常廣播於翌日下午5時終止，5時起至8時由餘下主持向聽眾告別，2012年10月10日晚上8時正之後正式停止所有節目。通訊事務管理局辦公室於10月10日下午接獲涉及香港數碼於當晚八時後停止運作事宜的書面通知。
鄭經翰於10月10日特備節目內表示，他與何國輝、夏佳理會以私人身分共同承擔員工於10月1日至10日的薪酬及遣散費。節目內亦提及，部份主持醞釀發起「義播雲天七日情」七天無薪義播。對此，鄭經翰表示有保留，因他認為宣佈停播後又復播會損害DBC的公信力，是日停播對他個人來說亦是一種解脫，但他會支持員工的決定。

### 義播雲天七日情
2012年10月12日，數碼廣播以書面通知通訊事務管理局辦公室，將於10月15日恢復廣播。法律顧問鄭家富表示將按計劃與多名節目主持人，於15日起以無償方式義播7日，計畫中於10月19日至21日，義播行動會移師至添馬艦政府總部集會，要求商務及經濟發展局局長蘇錦樑如處理近年亞洲電視股東爭議般介入調停。
10月16日中午，即義播第二天，台長鄭經翰接獲黃楚標發出的律師信，質疑義播會損害公司利益，員工在其後開始收拾物品準備。翌日下午，黃楚標向法庭申請接管令獲勝訴，公司於10月18日起由德勤會計師事務所接管，但法庭質疑終止義播會間接導致電台停牌。

#### 政府總部戶外集會及直播

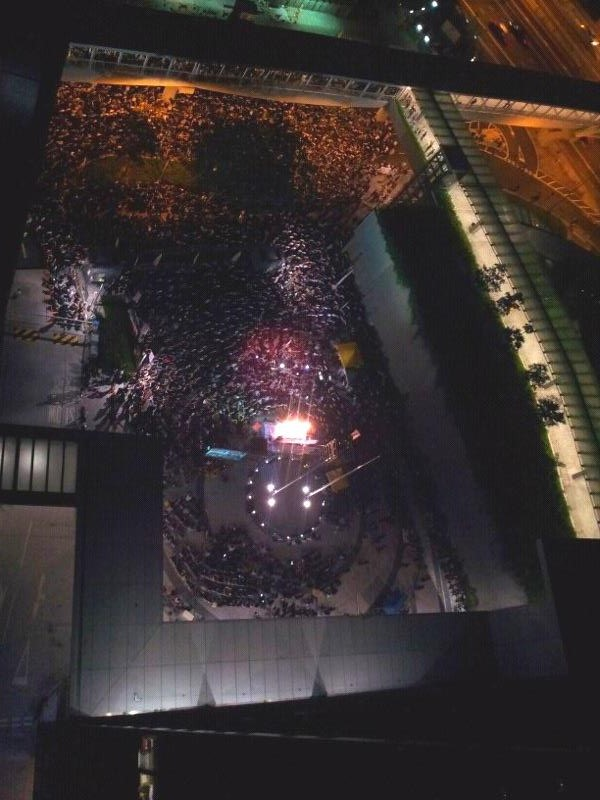
2012年10月21日晚政府總部戶外集會

2012年10月19日至21日，部份義播移師至添馬艦政府總部，並舉行「反對滅聲 還聲於民 爭取DBC復播運動」公眾集會。首天10月19日，大會宣佈由鄧景輝親自點算的出席集會人數約為8000人。
2012年10月20日傍晚，添馬艦政府總部現場，即場播出兩段錄音，第一段的內容是於2011年5月的一次會議，當中黃楚標提及中聯辦對李慧玲之評價，指中聯辦對李慧玲非常反感，所以黃楚標不願意讓李慧玲加盟香港數碼廣播，但鄭經翰指傳媒要有獨立性，如聘請李慧玲，不能控制其言論。第二段錄音則是2012年2月的股東會，黃指鄭理應知道他不能賣股份之原因，鄭則指若然有人願意購入，黃也不能阻止，黃回應指購入他股份的人需經他同意方可成事。錄音播出後，林旭華語帶哽咽指，曾讓不同傳媒聽過這兩段錄音，但他們完全沒有報道或跟進，因此他才冒險播出錄音。他再補充，他有理由相信商務及經濟發展局局長蘇錦樑曾聽過錄音，而當晚鄭經翰即接獲禁止再談論股東會內容的禁制令。其後，DBC飲食節目主持樓南光表示，連公司管理層也不怕公開錄音的後果，他更不用怕，於9時9分宣佈最少絕食7日，要求蘇錦樑與他握手，出來對話，認真處理事件。約1小時後，有份直播集會的民間電台台長曾健成宣佈加入絕食。大會公佈當晚集會人數約為5000-6000人。
2012年10月20日播出聲帶後，蘋果日報及東方日報翌日以頭版報導集會，但兩份報章取態完全相反。
2012年10月21日下午5時義播集會再度開始，人群開始再度聚集，有家長帶同子女，也帶同「寧鳴而死，不默而生」橫額示威。直至晚上7時35分為止，大會表示有超過1萬5千人參與集會。至晚上九時許大會宣佈七萬人參加復播集會，參加者擠滿政府總部天橋及添美道。當晚11時許，鄭經翰宣佈會設法購回黃楚標等的股份及保留牌照，不會出售股份予不懂營辦電台的黃楚標等人，而星期一起，電台7個頻道會24小時播放音樂。數碼電台的集會及義播隨即結束，由民間電台及部份網絡電台接力佔領政府總部，並以公民抗命方式非法FM廣播，繼續反對滅聲。

### 接力
10月22日，再多一名20歲市民嚴敏華加入無限期絕食。
其後，「公義同心」成員陸嶺南、葵青區區議員周偉雄加入絕食。
10月26日，保衛香港自由聯盟成立，翌日接手政府總部外的集會。

### 股東爭拗後期及轉戰網絡電台
2012年12月12日，行政總裁何國輝發出聲明交代事情進展：
|  | ……我們（鄭經翰、何國輝）曾在十一月三十日以至誠向黃楚標先生、李國寶先生、李國章先生、黃子欣先生（下稱「三不股東」）提出一個可以讓DBC繼續營運和茁壯成長的建議。 正是「你既無心我接手」！我們的建議，是公司發行新股予我們，讓管理層不受干預全力發展DBC。我們將承擔所有債務，以及日後所有日常營運開支，若四位「三不股東」接受我們的建議，我們將會應通訊管理局的要求，盡快全面復播。其他股東從此免責，亦無需再作任何注資。至於股東貸款，則仍按現有股東協議處理，對所有股東有利無害。 但「三不股東」不但拒絕了“三贏方案”的建議，更提出一個令我們不能接受的反建議，我們遂於十二月十日再遞交了一個類似“福臨門”以公平商業原則進行的雙方股東競投股權的方案**給對方重新考慮。 與此同時，我們亦根據《公司條例》第168A條，正式入稟法院，要求處理黃楚標先生、李國寶先生、李國章先生、黃子欣先生四位股東的「三不態度」（不注資、不買、不賣），我們尊重法治，有信心法院會作出合理裁決，保障公眾及我們作為「少數股東」的權益及公司利益。 |

鄭、何、夏一方望於通訊局停牌前盡快解決爭拗，並全速發展網絡電台。鄭於節目中解釋，若然花費大量金錢於訴訟上，法庭只會從商業角度判案，斷不會考慮政治打壓的角度，最後結果很大機會也是頒令雙方互相競投股份，故他們才先提出此方案。12月10日拍賣股份的方案提出後對方一直未有回應，黃楚標於後來態度突然轉變，忽聯絡何國輝指願以原價收購鄭、何、夏三人之全部股份，並聘請鄭經翰及何國輝6個月作復播顧問。雙方協議定於12月31日簽署。12月17日，由林旭華牽頭的「D100義播雲天90日」網絡電台廣播開始，務求延續DBC的廣播服務。鄭經翰稱出售DBC股份後所得金額將投入D100網台，包括發展網絡收音機及電話收音機等收聽渠道。及至12月31日簽約前，黃楚標一方突然提出多一個條件，鄭經翰等人認為不合理，並指對方無誠意解決問題，數碼電台之股東爭拗遂未能解決，而D100則失去該筆資金。直至2013年1月4日，雙方簽訂買賣合約，鄭經翰、何國輝及夏佳理將按比例共獲1.6億回購金額，簽訂後鄭經翰指不會再在DBC開咪。

## 各方取態

### 政府
政府回應此純屬股東注資分歧，政府暫無理由干涉牌照運作，通訊事務管理局亦未收到數碼廣播的牌照改動申請。行政長官梁振英2012年10月21日早上出席活動時，被問到DBC數碼廣播停播，是否涉及中聯辦打壓言論自由，他沒有回應便離去。

對於林旭華聲稱商務及經濟發展局局長蘇錦樑聽過錄音後鄭經翰隨即接獲禁制令，蘇錦樑於立法會資訊科技及廣播事務委員會10月26日會議上承認，9月26日他應鄭經翰及何國輝的要求與他們會面，期間首次聽到錄音的節錄。但他強調，錄音的節錄只是17個月前一個股東引述他人的說話，而傳媒的接觸面很廣，股東聽候可作抉擇，政府不應干預機構內部爭拗。對於被問及為何數月前政府卻介入更單純且無發牌條款規定的商業決定，與三家電視台協商2012年倫敦奧運播映權，蘇錦樑則稱該事件是三家電視台之間的糾紛，與數碼電台的情況不同。

### 鄭經翰及主持
面對大花資金指控，鄭經翰回應並非以高薪挖角，而是於節目廣告中對主持人分紅。他亦提出自己是非常節儉，例如數碼廣播的新聞部人員極少，因為他向NOW新聞台購買新聞資料再行改寫播出，不需要大量人手作採訪。而他個人則無底薪，只在主持的節目所接獲的廣告收入中「抽佣」。
而鄭經翰本人曾在八月指出，數碼廣播會在同年9月11日停播，並已預留1,000萬元作薪金及遣散費。台長鄭經翰不希望清盤，因為一旦清盤將失去申請多年的廣播牌照。而根據發牌條件，數碼廣播需要發牌18個月內正式啟播，數碼廣播開台至今的運作屬於試播形式。鄭經翰指會設法於9月21日正式啟播7條頻道，以滿足牌照要求。同月31日，鄭經翰於聽眾自發組織的「燭光照公義 廣播護自由 把聲留住燭光晚會」上表示，節目主持及部份員工願減薪一半留任，電台在9月11日後會如常廣播。
數碼廣播的困局，主要是黃楚標、李國寶、李國章、黃子欣四位股東於董事會佔有超過50%的股份，而董事會又不解除鄭經翰、何國輝的管理層職務，接管電台，鄭經翰、何國輝又無法得到董事會的支持增加資金。任由電台的前境不明朗，商譽受損，鄭經翰多次指出，以上種種證明所謂的股東爭議並非單純的商業理由。於是在9月25日，鄭經翰、何國輝及夏佳理三位股東正式宣佈，願以半價出售名下股權予黃楚標，或同樣以半價購入黃楚標名下股份，結束股東爭議。若星期四或之前不獲回覆，電台會於星期六午夜起停播，星期日則製作告別節目，限期屆滿當日（9月27日星期四），公司召開董事會，對方的與會代表要求多一天時間考慮建議，限期延至翌日星期五下午5時。在9月28日各方同意，於10月9日再召開緊急董事會解決爭議，並運作至十月底。9月26日傍晚，台長鄭經翰接獲黃楚標向法庭申請的臨時禁制令，禁止他再公開談及股東會所提及的所有內容。
10月10日，行政總裁何國輝接受商台《在晴朗的一天出發》訪問時補充，曾有其他人士願出價購入黃楚標的股份，但黃的條件是要終止鄭經翰與DBC廣播的全部合約，即台長職位與節目主持兩份合約，雙方因而談不攏。

### 香港記者協會
香港記者協會（記協）主席麥燕庭於2012年10月15日接受數碼電台節目十級自由Phone訪問時，被問及對於數碼電台停播的取態，她承認一個電台的倒閉會對言論自由有影響，當主持人吳志森再追問為何記協在事件上不發一言或一個聲明，她則指曾經詢問會員意見，有人認為黃楚標不斷指鄭經翰一方沒有釐清帳目，事件不能完全排除商業原因導致電台倒閉的可能性，故不作任何聲明。

### 政黨及政治團體
- 人民力量：3名立法會議員黃毓民、陳偉業和陳志全均現身政府總部集會，支持電台復播。而黃毓民當選立法會資訊科技及廣播事務委員會主席後，於2012年10月26日召開第一個會議即討論數碼電台事件，並去信要求爭議雙方的股東及員工代表出席。[21]
- 社會民主連線：立法會議員梁國雄及陶君行也現身集會支持，而社民連曾因此事到黃楚標及李國寶等人辦公地方示威抗議。
- 公民黨：梁家傑、湯家驊、余若薇、陳淑莊、毛孟靜、吳靄儀均有前往於政府總部門外的直播聲援。而梁家傑更在場親聞錄音，他表示，若然聲帶並非偽造，至少可以證明股東黃楚標曾就電台人事招聘請示過中聯辦。
- 民主黨：劉慧卿致函立法會資訊科技及廣播事務委員會主席，要求於會內討論有關事件。

### 香港傳媒
- 民間電台：轉播數碼大聲台七天義播，並接力舉行「爭取DBC復播運動行動委員會」於添馬艦政府總部的集會，台長曾健成加入絕食。
- 網上電台OURTV.hk接力政府總部外集會及廣播。
- 壹傳媒：旗下爽報和DBC合作，設立「大班開咪」網頁作DBC部份節目視像直播及重溫。
- 香港人網：網上電台撥出頻道轉播數碼大聲台七天義播，並視像直播於添馬艦政府總部的集會。
- SocREC 社會記錄頻道：提供網上視像直播於添馬艦政府總部的集會。
- 主場新聞專題佈道「DBC事件」。[22]
- 無綫電視：於2012年10月20日新聞報道中指添馬艦政府總部集會有「近一百名市民身穿黑衣到場聲援」，被指報道失實，有網民發起「一人一投訴」。[23]

### 境外傳媒
- 國際記者聯盟（International Federation of Journalists）於2012年10月24日報導此事件，題為「Concern over alleged political interference in Hong Kong broadcaster」。[24]
- 自由時報於10月25日以「港電台停播傳中共介入　8萬港民抗議」為題佈道。[25]